# Lissomma pallida
Lissomma pallida är en fjärilsart som beskrevs av W. Warren 1902. Lissomma pallida ingår i släktet Lissomma och familjen mätare. Inga underarter finns listade i Catalogue of Life.